# John Tyrrell (musicólogo)
John Tyrrell (Salisbury, Rodesia del Sur —actualmente Harare, Zimbabue—; 17 de agosto de 1942 - Cardiff, 4 de octubre de 2018) fue un musicólogo británico.

## Biografía
Estudió en las universidades de Ciudad del Cabo, Oxford y Brno. En el año 2000 fue nombrado Profesor de Investigación en la Universidad de Cardiff.
Publicó varios libros sobre Leoš Janáček, incluyendo una biografía en dos volúmenes de referencia.
Por sus actividades científicas y de divulgación, el profesor británico recibió doctorados honorarios de la Universidad de Masaryk y de la Academia de Artes Escénicas Janáček. Este enero fue galardonado con el Premio Clásico de Praga como "Embajador Internacional de Música Checa".
Falleció el 4 de octubre de 2018 a los 76 años. La Fundación Leoš Janáček celebró en su honor un memorial durante el Festival Internacional de Janacek Brno, del 17 de noviembre al 5 de diciembre de ese mismo año.